# Kirksville
Kirksville is een plaats (city) in de Amerikaanse staat Missouri, en valt bestuurlijk gezien onder Adair County.

## Demografie
Bij de volkstelling in 2000 werd het aantal inwoners vastgesteld op 16.988.
In 2006 is het aantal inwoners door het United States Census Bureau geschat op eveneens 16.988.

## Geografie
Volgens het United States Census Bureau beslaat de plaats een oppervlakte van
27,2 km², waarvan 27,1 km² land en 0,1 km² water. Kirksville ligt op ongeveer 299 m boven zeeniveau.

## Plaatsen in de nabije omgeving
De onderstaande figuur toont nabijgelegen plaatsen in een straal van 20 km rond Kirksville.

## Geboren
- Geraldine Page (1924-1987), actrice
- John Wimber (1934–1997), Amerikaanse predikant en schrijver van christelijke boeken.